# Церковь Пресвятой Богородицы (Артик)
Церковь Пресвятой Богородицы (арм. Սուրբ Աստվածածին եկեղեցի; Сурб Аствацацин, также известная как арм. Սուրբ Մարինե եկեղեցի, Церковь Святой Марине) — полуразрушенная небольшая армянская церковь, основанная в IV—VI веках, располагающаяся в городе Артик Ширакской области Армении.

## История
Точная дата постройки церкви неизвестна, однако судя по архитектурному стилю и планировке она была основана в IV—VI веках. Рядом в несколько десятках метров располагается церковь Святого Геворга.
Чтобы восстановить две церкви жители города Артик собирали средства на протяжении нескольких лет. Им помог один из благотворителей внёсший существенную сумму в фонд.
В 2019 году проводились археологические раскопки, которые заняли около 20 дней, параллельно выполняя архитектурные работы, а также литологические, антропологические и ДНК-исследования. Были полностью раскопаны северная, западная и южная внешние стены церкви до фундамента. Не раскопаны были только восточная и юго-восточная части церкви, поскольку имелась вероятность обрушения. Была произведена очистка. Камни повреждённой стены, находившейся под угрозой обрушения, были пронумерованы.

## Устройство церкви
Церковь имеет крестово-купольную трёхнефную форму. Она уникальна тем, что является архитектурным примером перехода от однонефного зала к купольному.

## Галерея

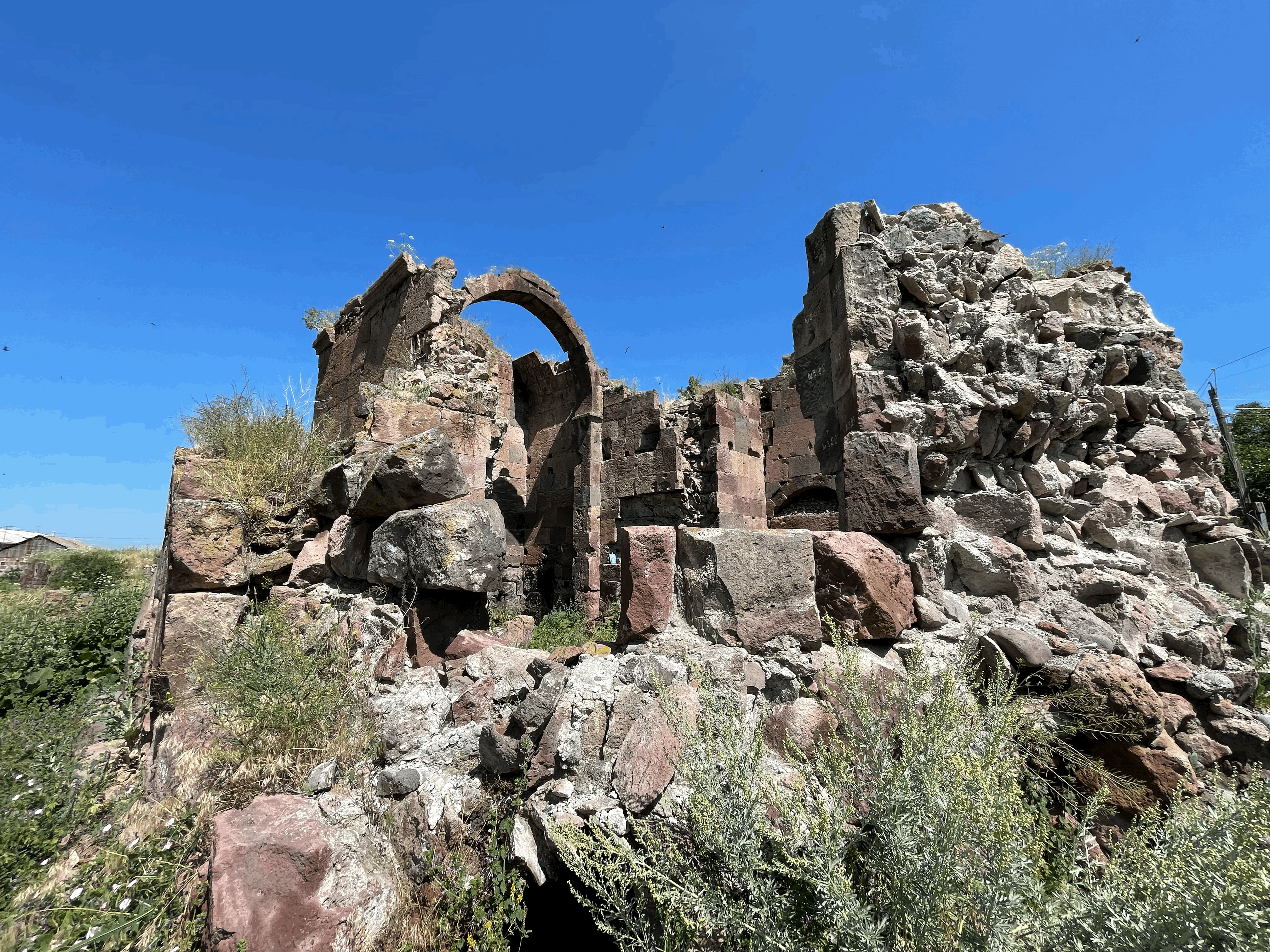
Останки церкви
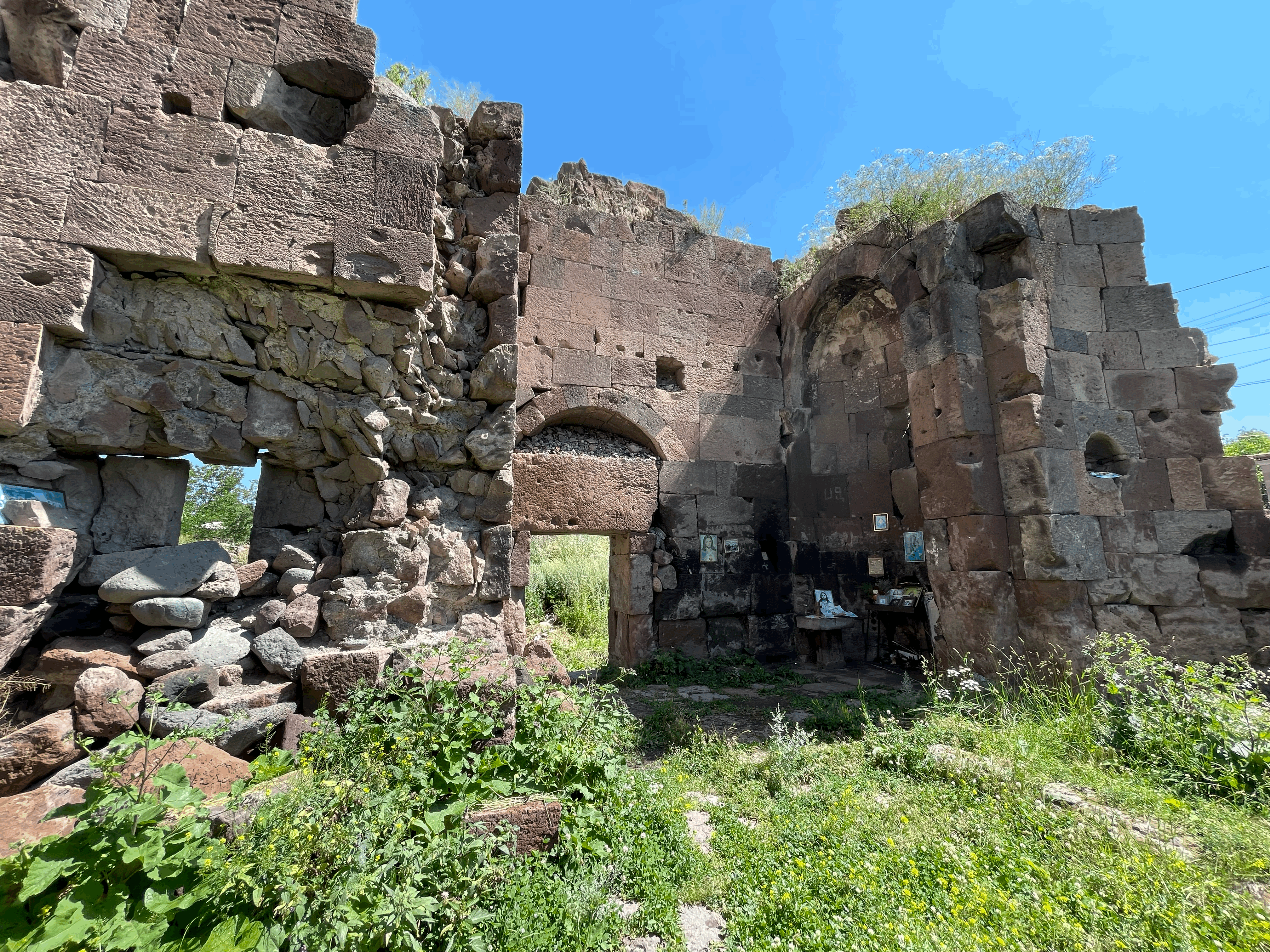
Останки церкви
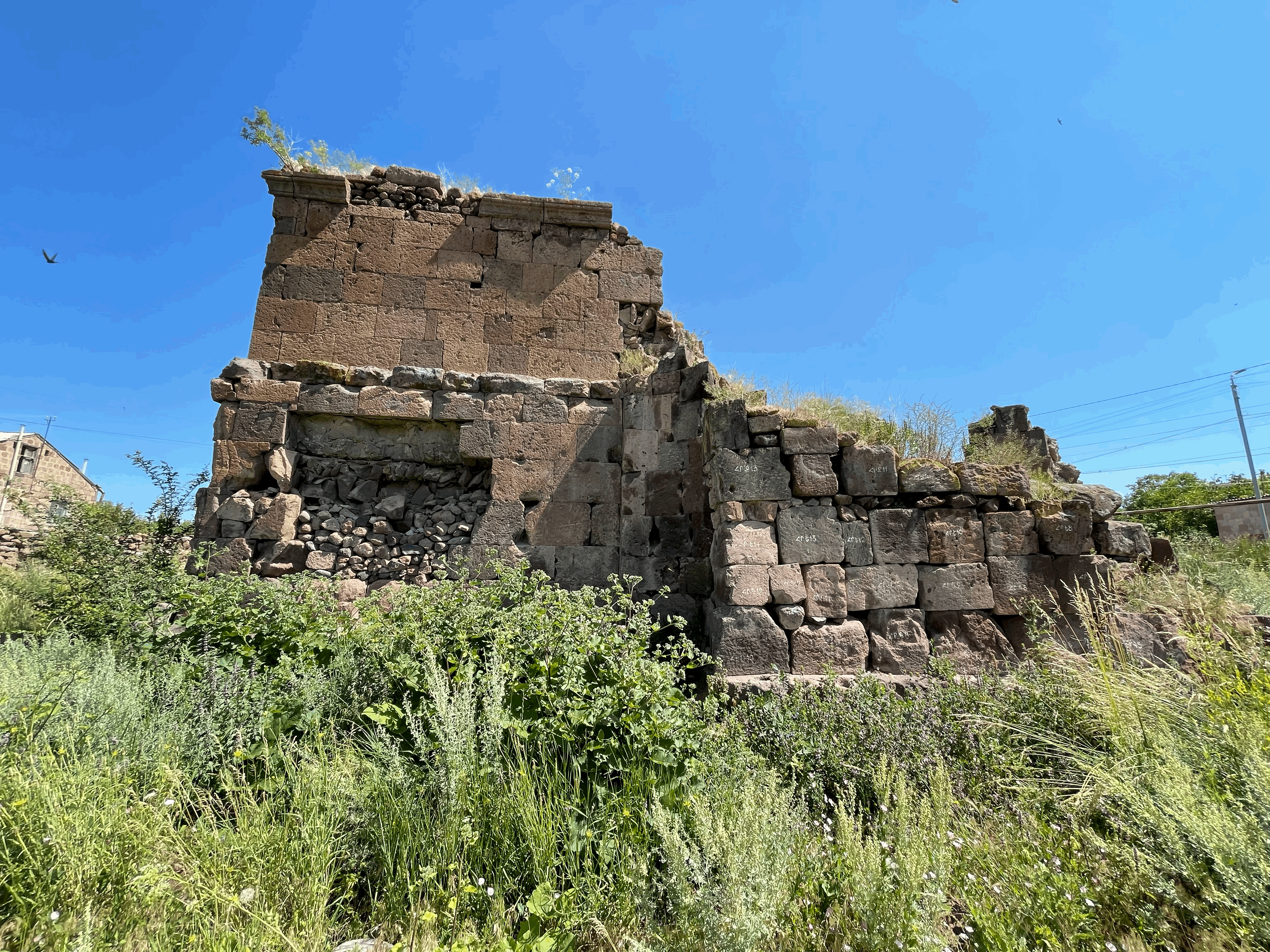
Останки церкви
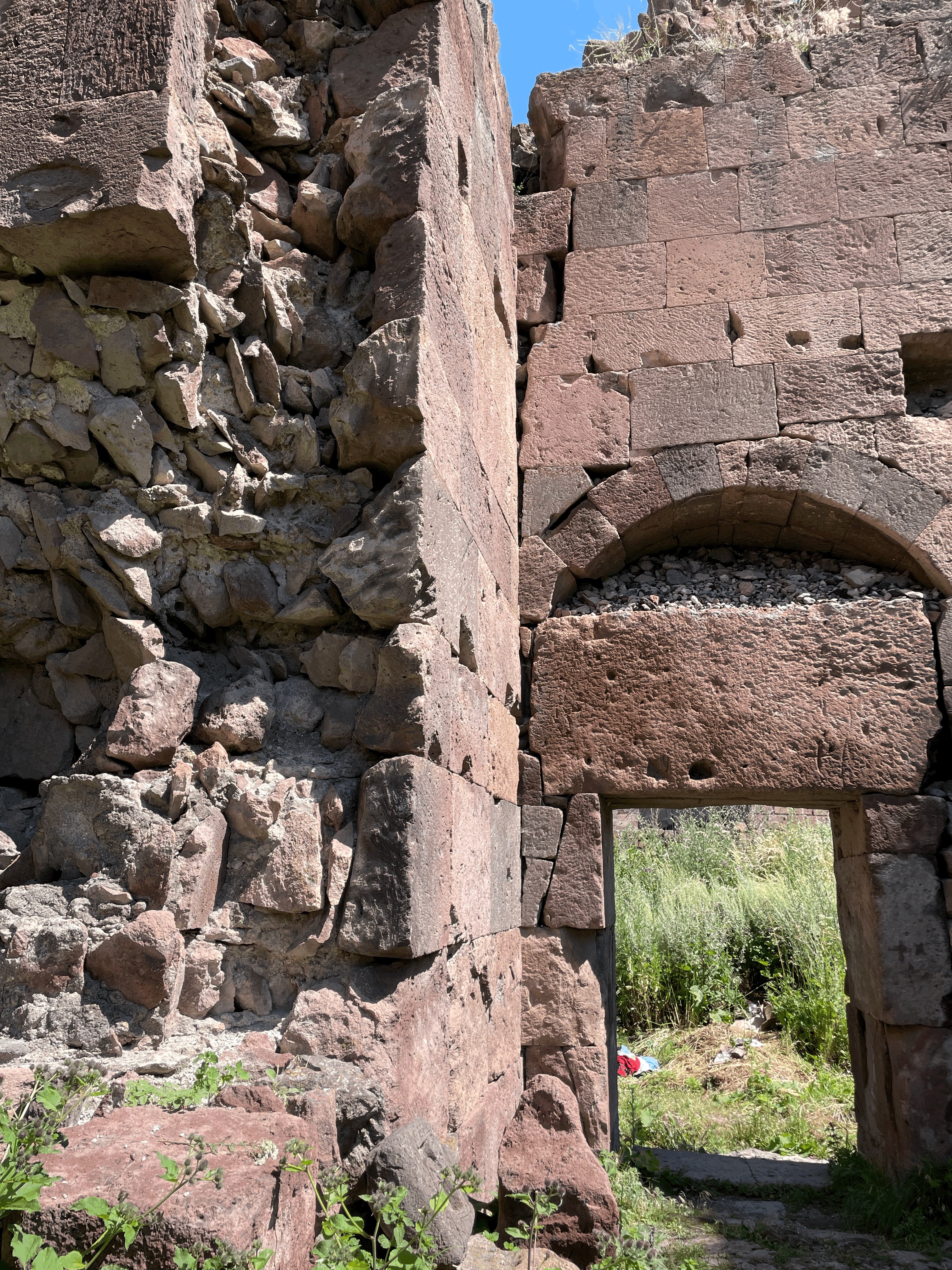
Стены
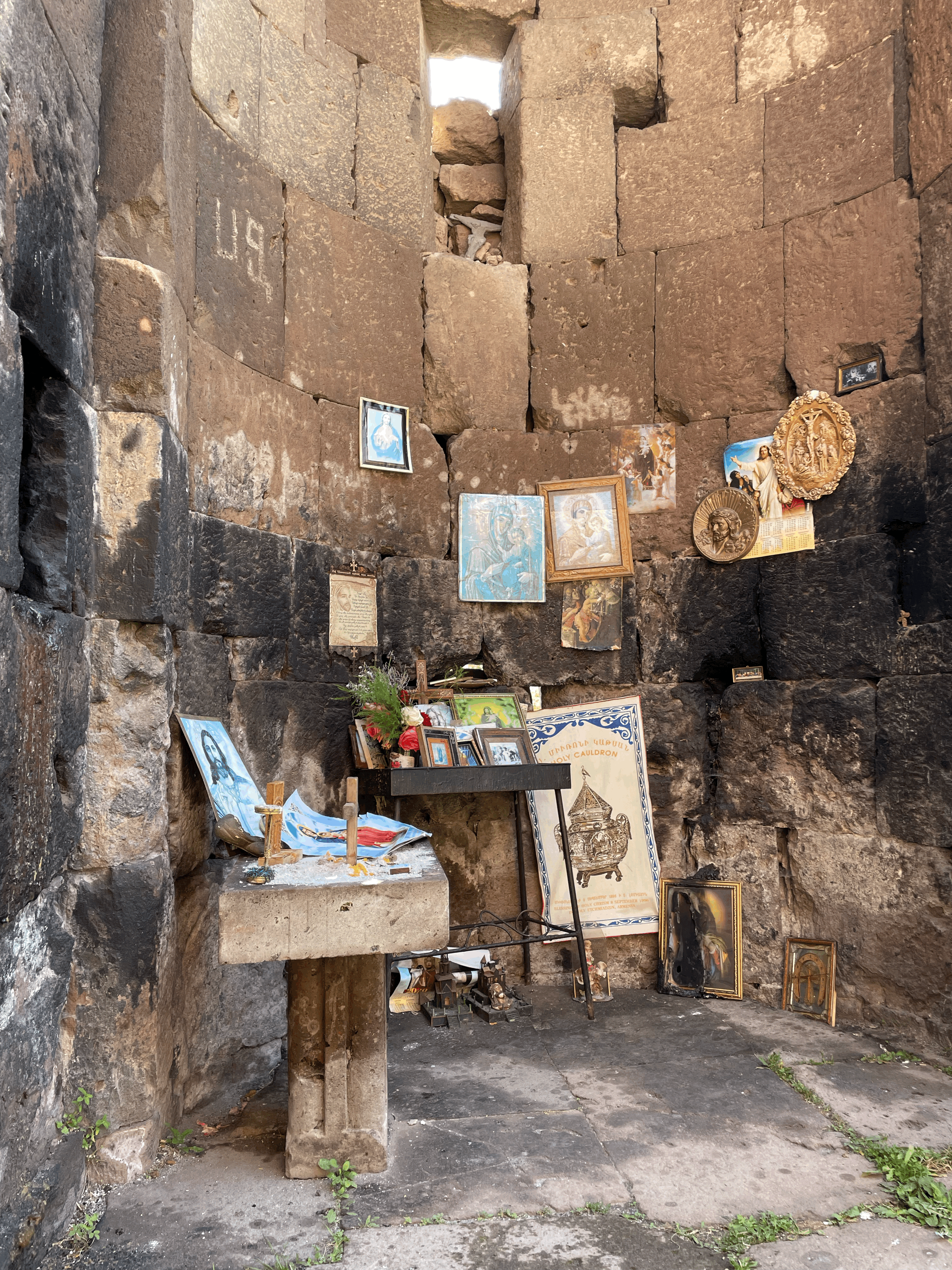
Алтарь